# Championnat du Danemark de football 1936-1937
Navigation
Saison précédente Saison suivante
La saison 1936-1937 du Championnat du Danemark de football était la 24e édition du championnat de première division au Danemark. Les 10 meilleurs clubs du pays sont regroupés au sein d'un poule unique où chaque formation rencontre tous ses adversaires 2 fois, à domicile et à l'extérieur. Le club classé dernier est relégué en D2 et remplacé par le champion de la division inférieure.
C'est l'Akademisk Boldklub Copenhague qui remporte la compétition en terminant en tête de la poule. C'est le 3e titre de champion du Danemark de l'histoire du club.

## Les 10 clubs participants
| - KB Copenhague - B 93 Copenhague - BK Frem Copenhague - Boldklubben 1903 - Akademisk Boldklub | - AaB Aalborg - AGF Aarhus - Esbjerg fB - Hobro IK - Promu de D2 - Helsingor IF |

## Compétition

### Classement
Le barème utilisé pour établir le classement est le suivant :
- Victoire : 2 points
- Match nul : 1 point
- Défaite : 0 point

| Rang | Équipe                 | Pts | J  | G  | N | P  | Bp | Bc | Diff |
| ---- | ---------------------- | --- | -- | -- | - | -- | -- | -- | ---- |
| 1    | Akademisk Boldklub     | 28  | 18 | 12 | 4 | 2  | 61 | 25 | +36  |
| 2    | BK Frem Copenhague (T) | 26  | 18 | 11 | 4 | 3  | 49 | 24 | +25  |
| 3    | B 93 Copenhague        | 25  | 18 | 11 | 3 | 4  | 42 | 29 | +13  |
| 4    | KB Copenhague          | 24  | 18 | 11 | 2 | 5  | 53 | 29 | +24  |
| 5    | Boldklubben 1903       | 23  | 18 | 10 | 3 | 5  | 55 | 26 | +29  |
| 6    | AaB Aalborg            | 16  | 18 | 7  | 2 | 9  | 28 | 45 | -17  |
| 7    | AGF Aarhus             | 12  | 18 | 5  | 2 | 11 | 28 | 41 | -13  |
| 8    | Esbjerg fB             | 11  | 18 | 4  | 3 | 11 | 26 | 46 | -20  |
| 9    | Hobro IK (P)           | 10  | 18 | 4  | 2 | 12 | 27 | 49 | -22  |
| 10   | Helsingør IF           | 5   | 18 | 2  | 1 | 15 | 22 | 77 | -55  |

|  | Champion du Danemark 1936-1937                         |
|  | Relégation en deuxième division                        |
|  | (T) : Tenant du titre (P) : Promu de deuxième division |

## Bilan de la saison
| Tableau d'Honneur                   |                    |
| Compétition                         | Vainqueur          |
| Championnat du Danemark de football | Akademisk Boldklub |

| Promotion et relégation      |              |
| Relégué en deuxième division | Helsingør IF |
| Promu en Meistersbaksserien  | Vejen SF     |